# Elaeocarpus fulvus
Elaeocarpus fulvus är en tvåhjärtbladig växtart som beskrevs av Adolph Daniel Edward Elmer. Elaeocarpus fulvus ingår i släktet Elaeocarpus och familjen Elaeocarpaceae. Inga underarter finns listade i Catalogue of Life.